# ناسوکاراسویاما، توچیگی
ناسوکاراسویاما در استان توچیگی در کشور ژاپن واقع شده است  که دارای جمعیت ۳۰٬۴۳۳ نفر و مساحت ۱۷۴٫۴۲ کیلومتر مربع با تراکم جمعیت ۱۷۴  نفر در کیلومترمربع است و در تاریخ ۱ اکتبر ۲۰۰۵ به عنوان شهر شناخته شد.